# Central San Vicente
Central San Vicente fue la primera fábrica de azúcar de Puerto Rico, fundada por Leonardo Igaravidez e inaugurada el 3 de mayo de 1873 en Vega Baja. 
En 1850, Manuel López Landrón fundó la Hacienda San Vicente y después su viuda se casó con Leonardo Igaravidez Maldonado (Vega Alta, 1830-1888), marqués de Cabo Caribe, quien compró las plantaciones vecinas «Felicidad», «Santa Inés», «Fe» y «Rosario» para asegurar el suministro de caña y adquirió la maquinaria que permitía integrar el proceso de fabricación en un flujo de producción totalmente mecanizado, a la compañía francesa «Cail & Co». El 30 de enero de 1872, se inauguró un ferrocarril para el transporte de la caña hasta la central, que se realizaba por medio de remolques, camiones y vagones de la American Railroad. Leonardo Igaravidez inauguró La Central San Vicente el 3 de mayo de 1873.
En el año 1878, tras su quiebra por una deuda de más de 1 millón de pesos, la central fue adquirida por José Gallart. En 1880 existían cuatro centrales más en Puerto Rico: «Luisa», «San Francisco», «Coloso» y «Canóvanas». En 1896, Gallart la vendió a «Rubert Hermanos», que controlaba 4 centrales adicionales junto a la Compañía Fabián, pasando a denominarse «Central San Vicente Inc.». En 1935 tenía una capacidad de molienda de 1.500 toneladas diarias y en 1958 de 5.600 toneladas, siendo su año de mayor producción en 1952 con 71.280 toneladas. 
San Vicente cerró en 1967, siendo comprada por «La Corporación Azucarera» en 1972  quien la vendió a piezas. Parte de su maquinaria fue vendida en Honduras para construir el Ingenio «La Grecia» en Choluteca. 
Su chimenea fue reconstruida en 1952. Sus ruinas incluyen dos chimeneas, parte de un horno, una grúa, paredes de ladrillo y concreto, tanques y partes de una máquina de vapor “Farrel”. Está localizada en la carr. 688, del barrio Cabo Caribe, Vega Baja.